# アラベスク 運命の風
『アラベスク 運命の風』（アラベスク うんめいのかぜ）はF.E.A.R.が製作したアラビアン・ファンタジーRPG（テーブルトークRPG）。
1994年にホビー・データからボックス版で発売された。
デザイナーは山本剛・吉森真吾。ボックスアートは井上純弌が担当している。
ノベライズ展開もされており、伏見健二により小説化がなされている。
『運命の風』は『Fortuna Ventus』（ふぉるとぅーな うぇんとぅす）と表記されることもある。
有限会社ホビー・データの運営するプレイバイメールである『アラベスク』を原作としている。
アラビア風の世界を扱うTRPGはめずらしく、2003年にゲヘナが登場するまで、日本では唯一の作品となっていた。
なお、本作の発売時期はPBM『アラベスク』シリーズ第1弾「皇子サファールの帰還」の開始時期と前後していたため、世界設定は「皇子サファールの帰還」の開始時点のものとなっている。また、本作のパッケージには「基本セット」と記述されているが、サプリメント等は発売されなかった。

## 世界設定

### 歴史
世界はフォルトゥーナ・ウェントゥスと呼ばれている。
フォルトゥーナ・ウェントゥスの神話によれば、かつて太陽の神と、月の神と、12の宝石をはめた王冠があった。
太陽の神と月の神は王冠を巡って争い、王冠と宝石は砕け散った。
王冠と宝石の破片は、火の雨となって地上に降り注ぎ、地上は砂漠になってしまった。
今ではフォルトゥーナ・ウェントゥスには広大な砂漠が広がり、オアシスを基盤として十三大都市が成立している。

### 魔法技術
フォルトゥーナ・ウェントゥスには、魔導・機導・魂走・砂航という4種類の魔法技術が成立している。
いずれの魔法技術も、その行使のための源としてファトゥム・ストーンと呼ばれる宝石を必要としている。
魔導
ファトゥム・ストーンを配列にそって配置することで、効果を生み出す魔法。
機導
ファトゥム・ストーンを機械に埋め込むことで、機械を動かす技術。強力ではあるが、過去に技術が失われ、それを復活させるべく研究が進んでいる。人体に直接ファトゥム・ストーンを埋め込むことで、サイボーグ化する技術も存在している。
魂走
術者の魂を遠くへ飛ばしたり、目標の魂を感じ取って、思考や感情を読み取ることができる。
砂航
「砂の海を航行する船」を動かす技術。ただし、船は非常に高価である。

## システム

### 行為判定
行為判定では、サイコロとして6面ダイス2個（2D6）を使用する。
すべての行為判定は、2D6による上方判定となる。
命中と回避、攻撃と防御、そのすべてに2D6による行為判定を行なうのは、（クリティカル・ファンブルによる振り足しがない点を除けば）
セブン＝フォートレスと同様のルールである。

### 個人戦と精神戦
『運命の風』では、戦闘として個人戦と精神戦を行なうことができる。
個人戦は、武器による攻撃で相手を死亡させようとする行為である。
精神戦は、心理的な圧迫で相手を気絶させようとする行為である。
個人戦と精神戦の値は、武器・防具を装備することで上昇させることができる。

### 団体戦と撹乱戦
『運命の風』では、戦争として団体戦と撹乱戦を行なうことができる。
団体戦は、自分の部隊を率いて相手部隊を消耗させ、相手を行動不能に追い込もうとする行為である。
撹乱戦は、自分の部隊の作戦によって相手部隊を内部分裂させ、統率の取れない状況に追い込もうとする行為である。
団体戦と撹乱戦の値は、兵隊・参謀を装備することで上昇させることができる。

### 個人戦パワー
他のゲームでは物理攻撃値・物理防御値が分けられる所を、『運命の風』ではまとめて1つの個人戦パワーとしている。
武器を装備しても個人戦パワーが上昇し、防具を装備しても個人戦パワーが上昇することになる。
これは「精神戦の精神戦パワー」「団体戦の団体戦パワー」「撹乱戦の撹乱戦パワー」についても同様のルールである。
例えば、人間と砂虫（砂漠に潜る長虫）が戦闘になったとする。
人間の個人戦パワーが砂虫の個人戦パワーよりも10点高いのであれば、人間は毎アクション個人戦を行なうことで、砂虫にほぼ10点ずつの損傷を与えることができる。
その一方、砂虫が毎アクション個人戦を行なっても、人間にはまったく損傷を与えることができない。
それでは、砂虫はどうすればよいのか。この場合、数値的に不利な個人戦を行なうのを避け、精神戦を行なうのが正解となる。
砂虫の精神戦パワーが人間の精神戦パワーよりも高ければ理想的だが、もし精神戦パワーで少し負けていたとしても、
個人戦を行なうよりは、精神戦を選ぶほうが、人間を倒せる可能性はあることになる。
基本的には、『運命の風』の戦闘・戦争では、争う二者が「両方とも同じ行動を選ぶ」ということはない。
戦闘については、武器・防具による個人戦パワーの上昇は大きく、資金を得ることがキャラクターを一気に強化する道である。
戦争については、兵隊・参謀による団体戦パワーの上昇は大きく、両者の資金力の差によって結果を予想することができる。

## キャラクター

### ロールオアチョイス
『運命の風』のキャラクター作成では、キャラクターの各要素について、ダイスを振り表を参照して決定する。
この時、ダイスを振らずに、任意の項目を選択することを選んでもよい。つまり、キャラクター作成はロールオアチョイスを繰り返すことで行なわれる
（ただし、本文中では説明としてロールオアチョイスの単語は登場していない）。
『運命の風』のキャラクターが活躍するためには、血統・出身・技能の組み合わせが重要であり、
ダイスを振ってランダムに組み上げられたキャラクターが活躍するのは、必ずしも容易ではない。

### 血統
キャラクターは人間・機械人・魔獣人・天使・悪魔など12種類の血統から1つを選択することができる。
血統によって、筋力などの自然能力値6種類が決定される。
自然能力値は、主に個人戦と精神戦の基準値となる。

### 出身
キャラクターは自由都市ハルトアルバード・魔術都市ドゥーラザム・闇の宗教都市メディムなど13種類の出身から1つを選択することができる。
出身によって、教養などの社会能力値6種類が決定される。
社会能力値は、主に団体戦と撹乱戦の基準値となる。